# アンデスカラカラ
アンデスカラカラ（学名:Phalcoboenus megalopterus）は、ハヤブサ目ハヤブサ科に分類される鳥。

## 分布
アンデス山脈周辺

## 形態
全長43-55cm。頭部から背面、胸にかけては黒色をしており、下面にかけては白色をしている。嘴は青みがかっており、基部は赤い皮膚が裸出している。脚は黄色。

## 生態
生きた動物を捕食するほか、動物の死骸も食べる。